# Karl I. (Rumänien)

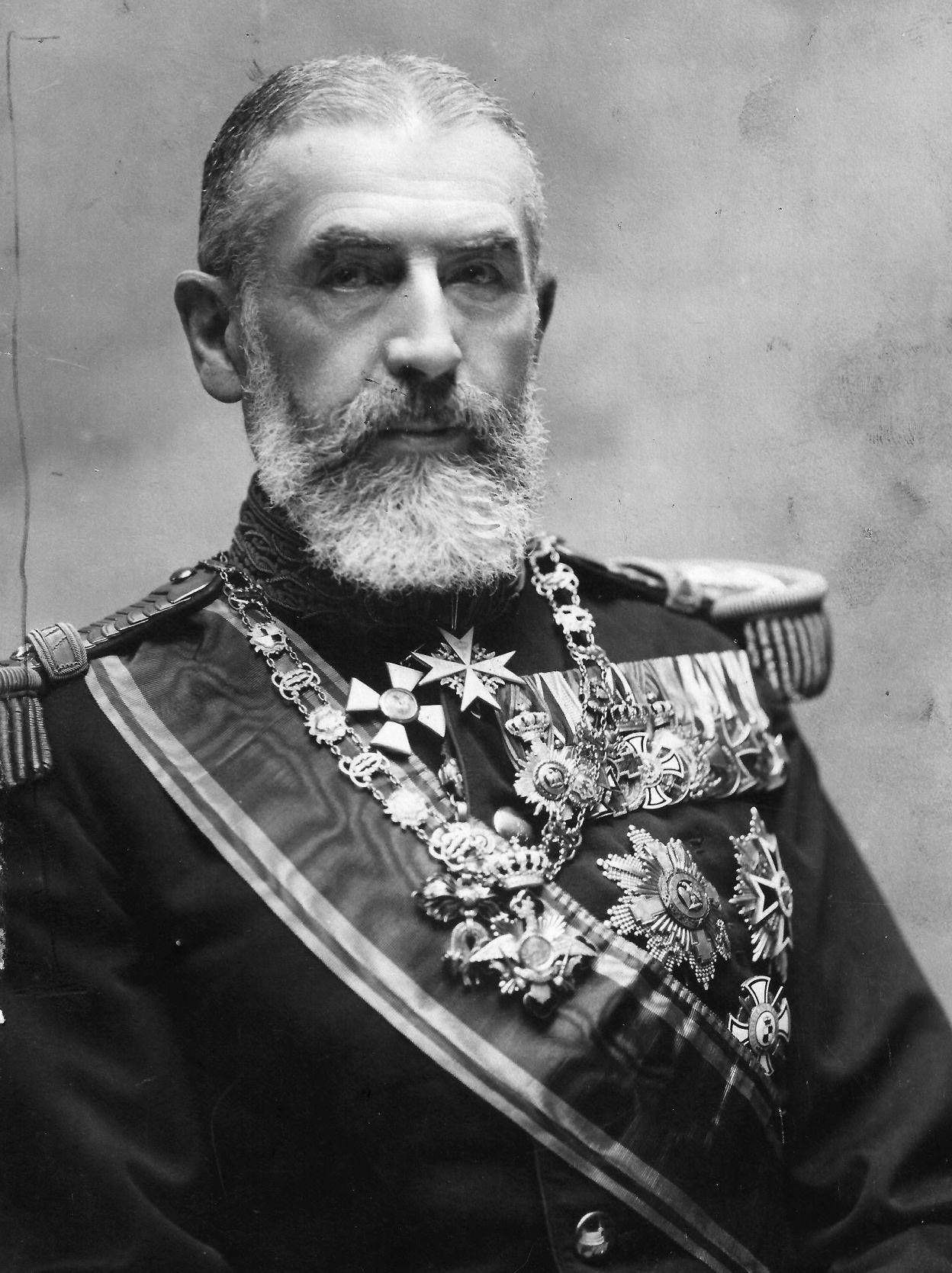
Carol I. von Rumänien

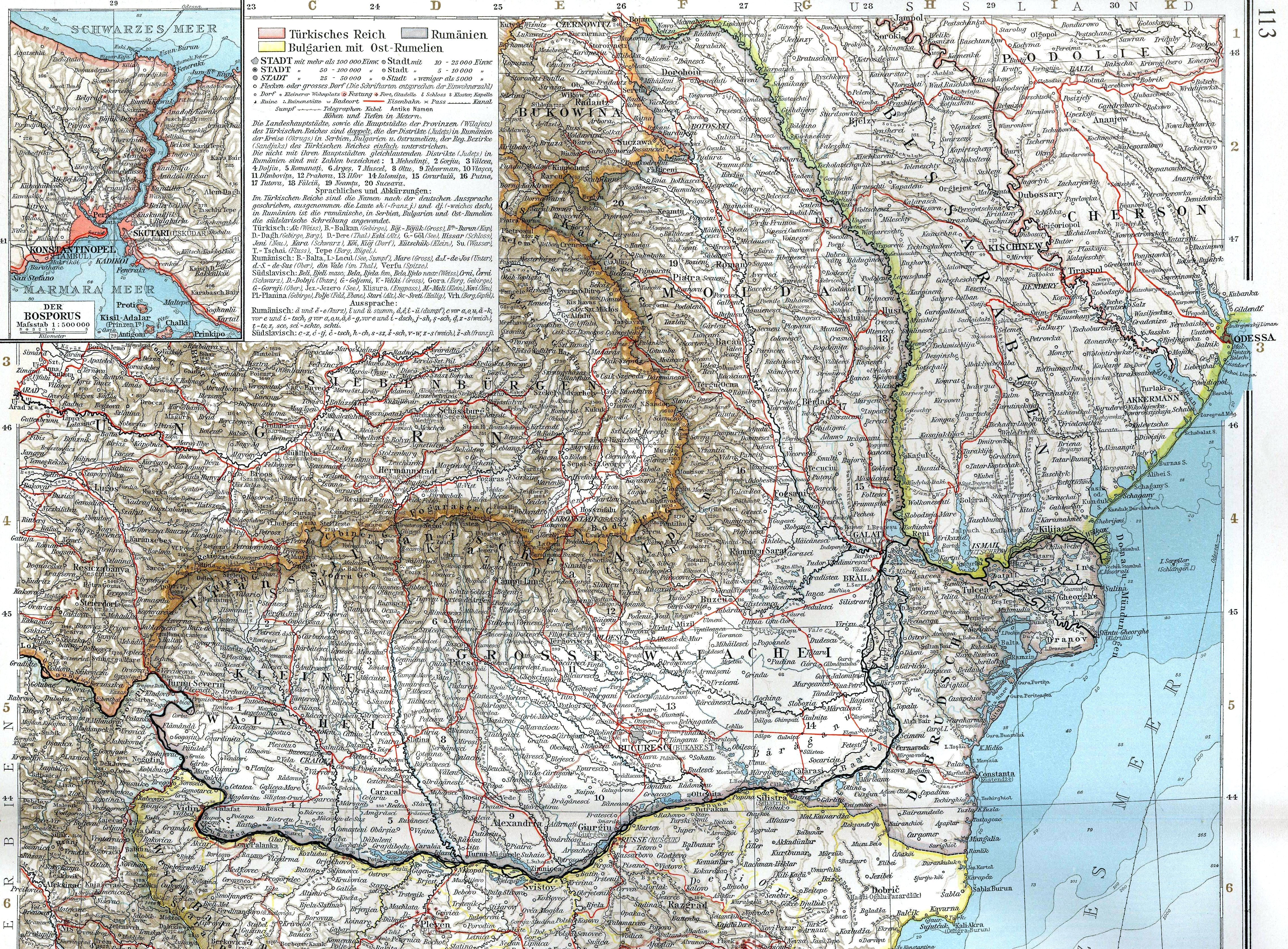
Rumänien 1878–1913

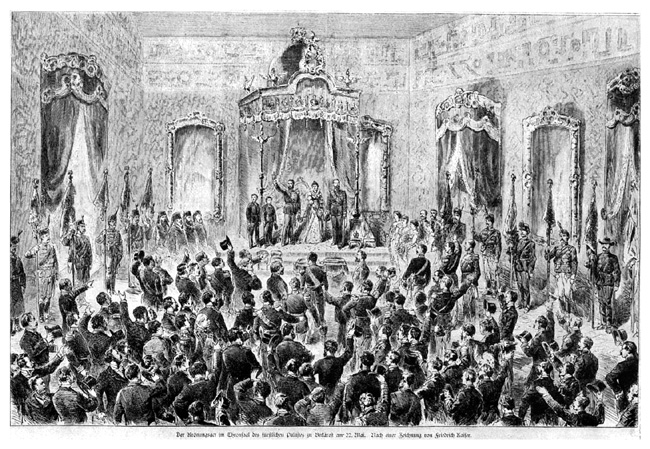
Krönung in Bukarest

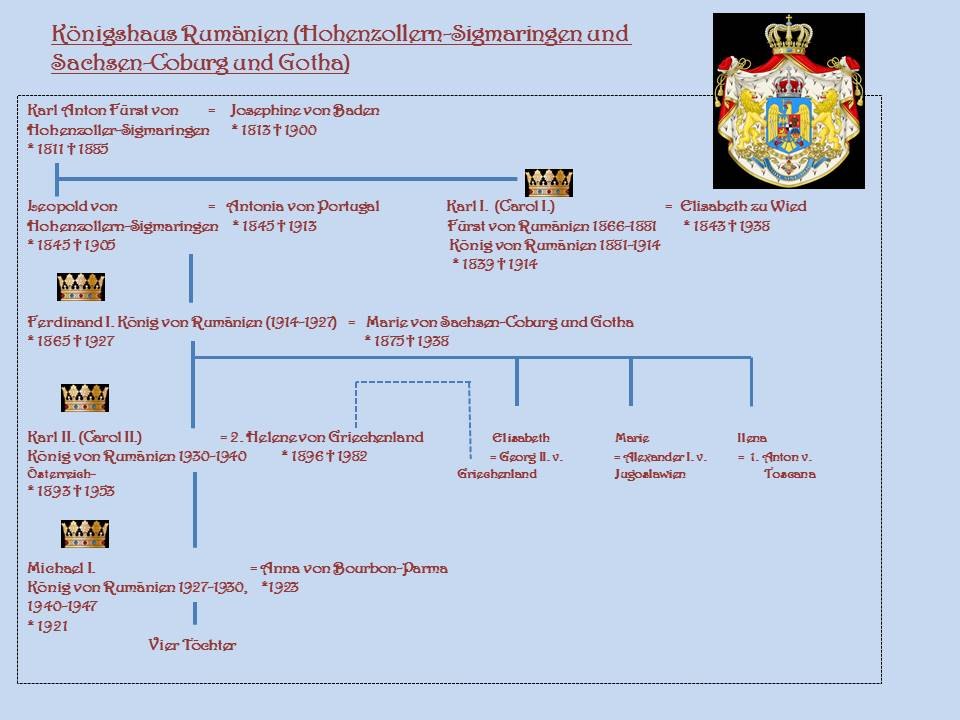
Stammtafel des rumänischen Königshauses

Karl Eitel Friedrich Zephyrinus Ludwig von Hohenzollern-Sigmaringen (* 20. April 1839 in Sigmaringen, Fürstentum Hohenzollern-Sigmaringen; † 27. Septemberjul. / 10. Oktober 1914greg. auf Schloss Peleș in Sinaia) war ab 1866 als Carol I. Fürst und seit 1881 König von Rumänien.

## Leben

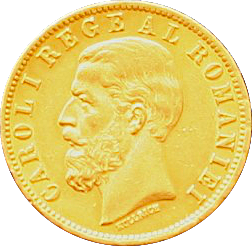
20 Lei Goldmünze von 1883 mit dem Konterfei Karl I.

Karl war ein Sohn des Fürsten Karl Anton zu Hohenzollern-Sigmaringen (1811–1885), zeitweilig Ministerpräsident des Königreichs Preußen, und der Prinzessin Josephine von Baden (1813–1900), Tochter des Großherzogs Karl Ludwig Friedrich von Baden.
Er heiratete am 15. November 1869 die Prinzessin Elisabeth zu Wied (1843–1916) in Neuwied am Rhein.
Dem Staatsgründer des Fürstentums Rumänien Alexandru Ioan Cuza war es nicht gelungen, die für das Land notwendigen Reformen durchzusetzen. Er war daher 1866 zur Abdankung gezwungen worden. Eine provisorische Regierung beschloss zunächst, den Bruder des belgischen Königs Leopold II., Philipp von Flandern, zum Fürsten einzusetzen. Da dieser aber verzichtete, wurde im Februar 1866 Karl Eitel Friedrich von Hohenzollern-Sigmaringen auf Empfehlung von Napoléon III. und nach einer Volksabstimmung am 20. April 1866 zum Fürsten gewählt. Am 22. Mai 1866 zog er als Fürst Carol I. unter dem Jubel des Volkes in Bukarest ein.
Nachdem Rumänien 1878 im Frieden von San Stefano die Unabhängigkeit vom Osmanischen Reich erreicht hatte, wurde Karl am 26. März 1881 zum König von Rumänien proklamiert. Es gelang ihm, dem jungen Staat in den folgenden Jahrzehnten außenpolitische und innere Stabilität zu geben. Die von ihm vorangetriebenen Reformen umfassten die Staatsfinanzen, eine am preußischen Vorbild orientierte Armee, einen Ausbau des Schulsystems und das Anlegen von Eisenbahnlinien. Allerdings erschütterte der Bauernaufstand in Rumänien 1907 das Land und machte auf die Unhaltbarkeit der ungerechten Landverteilung (Großgrundbesitz) aufmerksam. Dieses Problem vermochte Karl ebenso wenig zu lösen wie die weitgehend oligarchisch-undemokratische Herrschaft der damaligen rumänischen Oberschicht.
Außenpolitisch lehnte sich der König – darin ganz Hohenzoller – an Deutschland und Österreich-Ungarn an. Ein geheimes Militärbündnis mit diesen Mächten (1883 Beitritt zum Dreibund) konnte er jedoch bei Beginn des Ersten Weltkrieges im August 1914 aufgrund der überwiegend entente-freundlichen Haltung der politischen Eliten und der Ablehnung im Kronrat nicht einhalten, was die letzten Wochen des greisen Herrschers (der sich als wortbrüchig empfand) verdüsterte.
Zuvor hatte sich Rumänien nach Neutralität im Ersten Balkankrieg 1912/13 aus Furcht vor einem zu mächtig werdenden Bulgarien am Zweiten Balkankrieg beteiligt und dabei einfache militärische Erfolge sowie die Einverleibung der südlichen Dobrudscha in Rumänien (in dem Friedensvertrag von Bukarest) erreicht.
Das einzige Kind von Carol und Elisabeth war die Tochter Maria, die 1874 im Alter von drei Jahren starb. Beim Tod König Carols am 10. Oktober 1914 wurde sein Neffe Ferdinand I. der Nachfolger. Carol I. wurde in der Kathedrale von Curtea de Argeș beigesetzt.

## Ehrungen
In den folgenden Jahrzehnten errichteten zahlreiche Städte Rumäniens Monumente zu Ehren von Karl I. Auch Straßen oder Plätze wurden nach ihm benannt wie der Bulevardul Carol I. Unter anderem finden sich Denkmale in Bukarest (Karl I. zu Pferde; auf dem damaligen Palastplatz vor der Universitätsbibliothek) und in Sinaia. In Bukarest trägt die Carol-Hunchiar-Moschee seinen Namen, ebenso in Konstanza die Carol-I.-Moschee. Zudem wurde 1898 das rumänische Passagierschiff Regele Carol I nach ihm benannt.